# Eusebio Videla
Eusebio Videla (Buenos Aires, 1918 ... – ...; fl. XX secolo) è stato un calciatore argentino, di ruolo centrocampista.

## Carriera

### Club
Giocò tutta la carriera nel campionato argentino.

### Nazionale
Con la maglia della nazionale ha trionfato a livello continentale nel 1941.

## Palmarès

### Club

#### Competizioni nazionali
- Campionato argentino: 1

River Plate: 1942

### Nazionale
- Campeonato Sudamericano de Football: 1

Cile 1941